# Lian (Batangas)
Pour les articles homonymes, voir Lian.
Lian est une municipalité de la province de Batangas.